# یوسف کلاهدوز
یوسف کلاهدوز (زاده ۱ دی ۱۳۲۵ قوچان – درگذشته ۷ مهر ۱۳۶۰ کهریزک) نظامی ایرانی بود، که از بنیانگذاران سپاه پاسداران به‌شمار می‌آمد و در سال نخست جنگ ایران و عراق، قائم‌مقام فرمانده کل سپاه پاسداران بود.
وی از سال ۱۳۴۴ تحصیل در دانشگاه افسری ارتش را آغاز کرد و پس از فارغ‌التحصیلی از ۱۳۴۷ به عضویت ارتش شاهنشاهی ایران درآمد. کلاهدوز در مهرماه ۱۳۶۰ در پی حادثه سقوط پرواز هرکولس سی-۱۳۰ نیروی هوایی ارتش، به همراه شماری از فرماندهان ارشد نظامی، کشته شد.

## زندگی‌نامه
یوسف کلاهدوز در تاریخ ۱ دی‌ماه ۱۳۲۵ در شهر قوچان زاده شد. وی پس از دریافت مدرک دیپلم متوسطه، در سال ۱۳۴۴ وارد دانشگاه افسری ارتش شد. او سپس به گارد شاهنشاهی منتقل گردید.
در بخش‌هایی از زندگی‌نامه وی آمده است:
«از او پرسیدند چرا با توجه به موقعیتی که داری، شاه را نمی‌کشی؟ وی در پاسخ گفته بود، باید دستور برسد، نباید خودسرانه عمل کرد و بی‌گدار به آب زد، زیرا من از آیت‌الله خمینی دستور می‌گیرم.»

## اقدامات
از جمله اقدامات کلاهدوز پس از وقوع انقلاب، مشارکت در تشکیل سپاه پاسداران انقلاب اسلامی و راه‌اندازی واحدهای آموزشی سپاه بود، همچنین وی در تدوین اساسنامه این نهاد نیز نقش داشت. آخرین مسئولیت وی قائم‌مقامی فرمانده کل سپاه پاسداران بود. او همچنین به‌عنوان یکی از اعضای شورای عالی دفاع فعالیت می‌کرد.

## کشته شدن
در تاریخ ۷ مهرماه ۱۳۶۰ و پس از پیروزی نیروهای مسلح ایران در عملیات ثامن‌الائمه، کلاهدوز به همراه گروهی از فرماندهان ارشد نظامی و نیز چند فرد غیرنظامی، در پرواز هرکولس سی-۱۳۰ نیروی هوایی ارتش عازم تهران بودند، که در میانه راه، هواپیمای حامل آنها در منطقه کهریزک سقوط کرد و بر اثر این حادثه توسط پدافند خودی، یوسف کلاهدوز، ولی‌الله فلاحی، جواد فکوری، موسی نامجو و محمد جهان‌آراکشته شدند. پیکر او در قطعه ۲۴ بهشت زهرای تهران به خاک سپرده شد.

## علت سقوط هواپیما
در آن زمان دلیل سقوط این هواپیما، حمله هواپیماهای عراقی عنوان شد، اما پس از آن مشخص شد که این روایت نادرست است و خلبان و کمک خلبان هواپیما موفق شده‌اند پس از وقوع یک انفجار، آن را در حوالی کهریزک بر روی زمین بنشانند. هر چند به علت شدت برخورد با زمین، بسیاری از مسافران آن کشته شدند.
نورالدین کیانوری دربارهٔ علل مرگ سرلشکر فکوری (که یکی از کشته‌شدگان این سانحه بود) اتفاقی بودن سانحه هوایی را صراحتاً زیر سؤال برد و دست «عوامل دشمن» را در کار دید. امّا ابوالحسن بنی‌صدر در مصاحبه‌های مختلف سقوط این هواپیما را کار خود حکومت می‌داند و معتقد است هواپیما بی‌دلیل در آسمان منفجر نشده است.
افراد و اشخاص مختلف در مورد این حادثه نظرات گوناگونی ارائه داده‌اند، چنانچه سرهنگ صولتی؛ سرخلبان این پرواز، علت این حادثه را انفجار در موتور هواپیما، به علّت خرابی موتور برق دانست، ولی ناخدا هوشنگ صمدی؛ فرمانده تکاوران دریایی مدافع خرمشهر، این حادثه را حاصل شلیک موشک پدافند خودی به هواپیما ذکر نمود و محمدعلی شریف‌النسب؛ از فرماندهان میانی ارتش در دوران جنگ نیز این واقعه را بدون ارائه توضیحی، صددرصد مشکوک توصیف کرد.